# Скопас (военачальник)
Скопас (др.-греч. Σκόπας) — древнегреческий военачальник и политический деятель. Неоднократно избирался на должность стратега Этолийского союза, возглавлял грабительские рейды этолийцев, командовал этолийскими отрядами в Союзнической войне 220—217 гг. до н. э. Вместе с Доримахом предложил политические и экономические реформы в Этолийском союзе, но, не получив поддержки, был вынужден удалиться в изгнание в Египет.